# Смрт јој лепо стоји
Смрт јој лепо стоји или Смрт јој пристаје (енгл. Death Becomes Her) амерички је сатирични фантастични црно-комични филм из 1992. у режији Роберта Земекиса. Главне улоге тумаче Мерил Стрип и Голди Хон као супарнице одмалена, које, борећи се за наклоност истог мушкарца (Брус Вилис), попију чаробни напитак који им гарантује вечну младост, али и изазива нежељена дејства.
Филм је објављен 31. јула 1992. године. Добио је помешане критике, али је постигао комерцијални успех, зарадивши 149 милиона америчких долара широм света, насупрот буџету од 50 милиона. Био је пионир у коришћењу компјутерски генерисаних ефеката, освојивши награде Оскар и БАФТА за најбоље визуелне ефекте. Мерил Стрип је за улогу Медлин Ештон била номинована за Златни глобус за најбољу главну глумицу. У деценијама од изласка, филм је развио снажно култно праћење.

## Радња
Године 1978, нарцисоидна глумица Медлин Ештон наступа у лоше прихваћеном бродвејском мјузиклу. Она позива своју дугогодишњу (не)пријатељицу Хелен Шарп, амбициозну списатељицу, у бекстејџ, заједно са Хелениним вереником, пластичним хирургом Ернестом Менвилом. Очаран Медлин, Ернест прекида веридбу са Хелен да би се оженио њом. Седам година касније, Хелен је гојазна, депресивна и смештена у психијатријску болницу где планира освету Медлин. Још седам година касније, Медлин и Ернест живе на Беверли Хилсу, али су јадни: Медлинина глумачка каријера је у паду, а Ернест, сада алкохоличар, спао је на рад као реконструктивни погребник. Примивши позив за забаву поводом Хеленине нове књиге, Медлин жури у спа центар где редовно добија третмане лица. Разумевши Медлинин очај, власник спа центра јој даје визит-карту Лисл вон Роман, мистериозне, богате жене која је специјализована за подмлађивање.
Медлин и Ернест присуствују забави поводом Хелениног романа Заувек млада и откривају да је Хелен сада витка, гламурозна и младолика. Запањена и огорчена Хелениним изгледом, Медлин чује како Хелен говори Ернесту да криви Медлин за пад његове каријере. После вечере, Медлин посећује свог младог љубавника, али открива да је он са женом својих година. Утучена, Медлин се одвезе до Лислине куће. Лисл, која тврди да има 71 годину, а изгледа деценијама млађе, открива Медлин напитак који обећава вечни живот и вечни младалачки изглед. Медлин купује и пије напитак и подмлађује се, враћајући своју лепоту. Као услов за куповину, Лисл упозорава Медлин да нестане из очију јавности после десет година како би прикрила постојање напитка и да пази на своје тело.
Хелен заводи Ернеста и убеђује га да убију Медлин. Када се Медлин врати кући, она и Ернест се посвађају и током свађе, она пада низ степенице, сломивши врат. Верујући да је Медлин мртва, Ернест телефонира Хелен за савет, у почетку не видећи да Медлин устаје и прилази му закренуте главе. На Медлинин захтев, Ернест је вози у хитну помоћ. Након што јој доктор каже да је технички мртва, јер јој срце не куца и температура тела јој је испод 27°C, Медлин пада у несвест и одведена је у мртвачницу. Након што је спаси одатле, Ернест сматра Медлинино оживљавање чудом и користи своје вештине реконструктивног погребника да поправи њено тело код куће. Хелен долази, захтевајући информације о Медлининој ситуацији. Чувши како Хелен и Ернест разговарају о плану да је убију, Медлин пуца у Хелен из пушке. Иако пуцањ ствара рупу у њеном стомаку, Хелен устаје, немртва попут Медлин, откривајући да је и она попила напитак, 1985. године. Њих две се сукобе, пре него што се извине једна другој и обнове своје пријатељство. Ернест, ком је доста њих две, спрема се да оде, али Хелен и Медлин га убеђују да поправи њихова тела последњи пут. Схвативши да ће им бити потребно редовно одржавање, оне планирају да натерају Ернеста да попије напитак како би им он заувек био доступан.
Хелен и Медлин онесвесте Ернеста и доводе га код Лисл, која му нуди напитак бесплатно, у замену за његове хируршке вештине. Ернест је у великом искушењу, али се након размишљања противи идеји бесмртности, посебно с обзиром на последице које Медлин и Хелен већ трпе. Ставља напитак у џеп и бежи, али остаје да виси на крову. Хелен и Медлин га налазе и моле га да попије напитак како би преживео пад. Ернест, схвативши да им је потребан само из њихових себичних разлога, одбија и пушта се, али пада у Лислин базен и преживи, а затим побегне. Лисл избацује Медлин и Хелен из своје групе, остављајући их да се ослањају једна на другу за дружење и одржавање.
Тридесет седам година касније, Медлин и Хелен присуствују Ернестовој сахрани, где је хваљен како је живео авантуристички и испуњен живот са великом породицом и пријатељима. Сада изгледајући гротескно, са испуцалом, ољуштеном бојом и гитом који покривају већину њиховог сивог и трулог меса, њих две се насмеју хвалоспеву и одлазе раније. Испред цркве, Хелен се оклизне на испуштену конзерву боје у спреју и падне низ степенице, повукавши Медлин са собом. Њихова тела се разбијају на комаде на ивичњаку. Хелен докотрља своју главу до Медлинине, како би је питала да ли се сећа где су паркирале ауто.

## Улоге
| Глумац             | Улога           |
| ------------------ | --------------- |
| Мерил Стрип        | Медлин Ештон    |
| Голди Хон          | Хелен Шарп      |
| Брус Вилис         | Ернест Менвил   |
| Изабела Роселини   | Лисл вон Роман  |
| Адам Сторк         | Дакота Вилијамс |
| Мишел Џонсон       | Ана Џоунс       |
| Мери Елен Трејнор  | Вивијен Адамс   |
| Алајна Рид Хол     | Психијатар      |
| Вилијам Френкфадер | Рој Френклин    |
| Сидни Полак        | Доктор          |